# Let’s Get It In
Let’s Get It In – singiel amerykańskiego piosenkarza Lloyda. Utwór pochodzi z albumu King of Hearts. Gościnnie występuje raper 50 Cent. Do singla powstał teledysk.

## Lista utworów
1. "Let’s Get It In" (feat. 50 Cent) – 3:26